# Euphyia brunneimixta
Euphyia brunneimixta är en fjärilsart som beskrevs av Thierry-mieg 1915. Euphyia brunneimixta ingår i släktet Euphyia och familjen mätare. Inga underarter finns listade i Catalogue of Life.